# Newburyport
Newburyport est une ville et un port du comté d'Essex dans le Massachusetts, à 61 km au nord-est de Boston, près de l'embouchure du Merrimack.

## Yankee City
Le sociologue américain William Lloyd Warner a publié une étude sur la ville Newburyport sous le titre Yankee City (1963).
Dans son étude, Warner divise la population d'une petite ville de la Nouvelle Angleterre, censée être représentative du "système de classes", mais qui correspondent en fait à des "groupes de statut":
- la haute classe supérieure - familles occupant une position élevée depuis plusieurs générations
- la basse classe supérieure - les "nouveaux riches"
- la haute classe moyenne - professions libérales aisées et assimilées
- la basse classe moyenne - les "cols blancs" et des petits patrons ayant un statut stable
- la haute classe inférieure - ouvriers qualifiés, petits employés et petits boutiquiers
- la basse classe inférieure - personnes à statut précaire (saisonniers, travailleurs à statut instable, chômeurs); dans ce dernier groupe, les minorités ethniques sont représentées.

## Personnalités
- William Lloyd Garrison (1805-1879), anti-esclavagiste et éditeur
- Charlotte Johnson Baker (1855-1937), médecin, y est née
- La suffragette Ellen Clark Sargent (1826-1911) est née dans la commune et y a vécu jusqu'à son mariage avec le sénateur Aaron  A. Sargent (1827-1887) également né à Newburyport.
- Jacob Perkins (1766-1849), inventeur
- Judith Hoag, actrice
- Joe Keery, acteur

## Jumelage
- Bura (Taita-Taveta) (Kenya)
- Zelenogorsk (Russie)